# マガデーヴァ経
『マガデーヴァ経』（マガデーヴァきょう、巴: Maghadeva-sutta, マガデーヴァ・スッタ）とは、パーリ仏典経蔵中部に収録されている第83経。『大天櫞林経』（だいてんえんりんきょう）、『大天㮈林経』（だいてんなりんきょう）とも。
類似の伝統漢訳経典としては、『中阿含経』（大正蔵26）の第67経「大天㮈林経」がある。
釈迦が、アーナンダに、かつてミティラーに存在したマガデーヴァ王一族の物語について説く。

## 構成

### 登場人物
- 釈迦
- アーナンダ

### 場面設定
ある時、釈迦はミティラーにあるマガデーヴァのマンゴー園で微笑した。
それを見たアーナンダが理由を尋ねると、釈迦はかつてミティラーに存在したマガデーヴァ王一族の話を始める。
偉大な王であるマガデーヴァの一族は16万8千年王として統治し、白髪が出るに伴って王位を息子に譲って出家し、四無量心を修め梵天界へ転生して8万4千年法を修めるというサイクルを繰り返していたが、カラーラジャナカの代に、彼が出家しなかったため、その系譜が絶たれてしまった。
釈迦はそのマガデーヴァが自分の過去生であることを打ち明けつつ、かつての自分は人々を梵天界に導くまでだったが、現在の自分は涅槃にまで導くことを、八正道と共に述べる。

## 日本語訳
- 『南伝大蔵経・経蔵・中部経典3』（第11巻上） 大蔵出版
- 『パーリ仏典 中部（マッジマニカーヤ）中分五十経篇II』 片山一良訳 大蔵出版
- 『原始仏典 中部経典3』（第6巻） 中村元監修 春秋社